# NGC 2795
NGC 2795 est une vaste galaxie elliptique relativement éloignée et située dans la constellation du Cancer. NGC 2795 a été découverte par l'astronome allemand Albert Marth en 1863.

## Caractéristiques
Sa vitesse par rapport au fond diffus cosmologique est de 8 875 ± 21 km/s, ce qui correspond à une distance de Hubble de 130,9 ± 9,2 Mpc (∼427 millions d'al).
À ce jour, une mesure non basée sur le décalage vers le rouge (redshift) donne une distance d'environ 128,000 Mpc (∼417 millions d'al). Cette valeur est à l'intérieur des valeurs de la distance de Hubble.
Selon la base de données Simbad, NGC 2795 est une radiogalaxie.